# 山本幸一 (教育者)
山本 幸一（やまもと こういち、1982年（昭和57年）11月14日 - ）は、日本の教育者、実業家、経営学者。元私塾勇学館主宰、キャリア教育コーディネーター、インターンシップコーディネーター、大阪国際大学 基幹教育機構 准教授。学士（法学）、修士（都市ビジネス）。

## 人物
大阪府大阪市東淀川区出身。創価大学法学部法律科卒業。大阪市立大学大学院創造都市研究科修了。
2007年、大阪市東淀川区に私塾勇学館を創設。創価教育を基礎とした人間教育を実践し、非行少年を中心とした低学力層向けの生活指導・学習指導を行う。2010年NPO法人JAEに参画し、キャリア教育・長期実践型インターンシップ事業に従事。2020年大阪国際大学基幹教育機構教員としてキャリア教育・インターンシップ・コーオプ教育を担当する。研究分野は、組織行動論・人材マネジメント・インターンシップ

## 経歴
- 1982年 大阪市東淀川区に生まれる。
- 2001年 大阪学院大学高等学校卒業
- 2005年 創価大学法学部法律学科卒業
- 2007年 私塾勇学館を創設（2010年休止）
- 2010年 NPO法人JAEキャリア教育コーディネーター・インターンシップコーディネーター
- 2017年 大阪成蹊大学非常勤講師
- 2019年 摂南大学、近畿大学非常勤講師
- 2019年 大阪市立大学大学院創造都市研究科修了
- 2020年 大阪国際大学基幹教育機構　専任講師

## 受賞歴
- 2019年3月 大阪市立大学大学院創造都市研究科2018年度 阪口賞
- 2019年3月 大阪市立大学大学院創造都市研究科2018年度 Master Of The Year